# Kęsowo (gmina)
Kęsowo – gmina wiejska w Polsce położona w województwie kujawsko-pomorskim, w powiecie tucholskim. W latach 1975–1998 gmina administracyjnie należała do województwa bydgoskiego.
W skład gminy wchodzi 10 sołectw: Drożdzienica, Grochowo, Jeleńcz, Kęsowo, Obrowo, Pamiętowo, Piastoszyn, Przymuszewo, Wieszczyce, Żalno.
Siedziba gminy to Kęsowo.
Według danych z 30 czerwca 2004 zamieszkiwało ją 4400 osób.

## Struktura powierzchni
Według danych z roku 2005 gmina Kęsowo ma obszar 108,82 km², w tym:
- użytki rolne: 78%
- użytki leśne: 11%

Gmina stanowi 10,12% powierzchni powiatu.

## Demografia

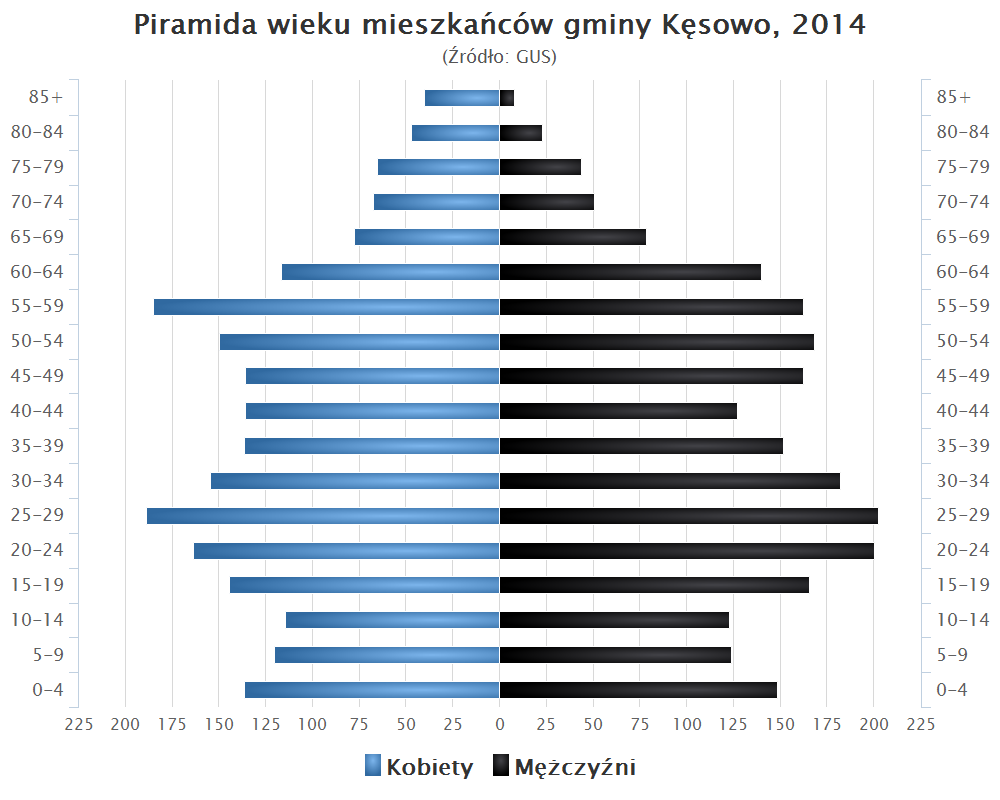
Piramida wieku mieszkańców gminy Kęsowo w 2014 roku

Dane z 30 czerwca 2004:
| Opis                              | Ogółem | Ogółem | Kobiety | Kobiety | Mężczyźni | Mężczyźni |
| --------------------------------- | ------ | ------ | ------- | ------- | --------- | --------- |
| jednostka                         | osób   | %      | osób    | %       | osób      | %         |
| populacja                         | 4400   | 100    | 2157    | 49      | 2243      | 51        |
| gęstość zaludnienia (mieszk./km²) | 40,4   | 40,4   | 19,8    | 19,8    | 20,6      | 20,6      |

## Zabytki
Wykaz zarejestrowanych zabytków nieruchomych na terenie gminy:
- park dworski z drugiej połowy XIX w. w Brzuchowie, nr A/210/1 z 15.05.1987 roku
- zespół kościelny parafii pod wezwaniem św. Chrystusa Króla w Jeleńczu, obejmujący: kościół z lat 1930-32; cmentarz przykościelny, nr A/1549/1-2 z 26.01.2010 roku
- zespół kościelny w Kęsowie, obejmujący: kościół ewangelicki z lat 1908-10 obecnie kościół rzymskokatolicki filialny pod wezwaniem św. Bernarda; pastorówkę z łącznikiem, obecnie plebania; budynek gospodarczy, nr A/1391 z 13.10.2008 roku
- zespół dworski z końca XIX w. w miejscowości Tuchółka, obejmujący: dwór z lat 1899-1901; park, nr A/209/1-2 z 15.05.1987 roku
- dwór obronny z ok. 1570 roku w Żalnie, nr 22/A z 14.11.1967 roku.

## Pozostałe miejscowości niesołeckie
Adamkowo, Bralewnica, Brzuchowo, Krajenki, Ludwichowo, Małe Wieszczyce, Nowe Żalno, Sicinki, Siciny, Tuchółka.

## Sąsiednie gminy
Chojnice, Gostycyn, Kamień Krajeński, Sępólno Krajeńskie, Tuchola